# Merel Kindt
Merel Kindt (26 juni 1967) is een Nederlands hoogleraar.

## Biografie
Kindt studeerde in 1991 cum laude af aan de Universiteit van Amsterdam in de psychologie. In 1996 promoveerde zij aan diezelfde universiteit op Cognitive processing in anxiety. Bias, inhibition and avoidance. Daarna volgde ze een opleiding tot psychotherapeut waarna ze in 1997 in dienst trad van de Universiteit Maastricht. Sinds 2003 is ze gewoon hoogleraar Klinische psychologie aan de Universiteit van Amsterdam, sinds 2006 hoofd van de afdeling Klinische psychologie. In 2007 ontving ze een VICI-subsidie van NWO.
Prof. dr. M. Kindt werkte mee aan tientallen artikelen op haar vakgebied.